# Karl-Heinz Jeiter

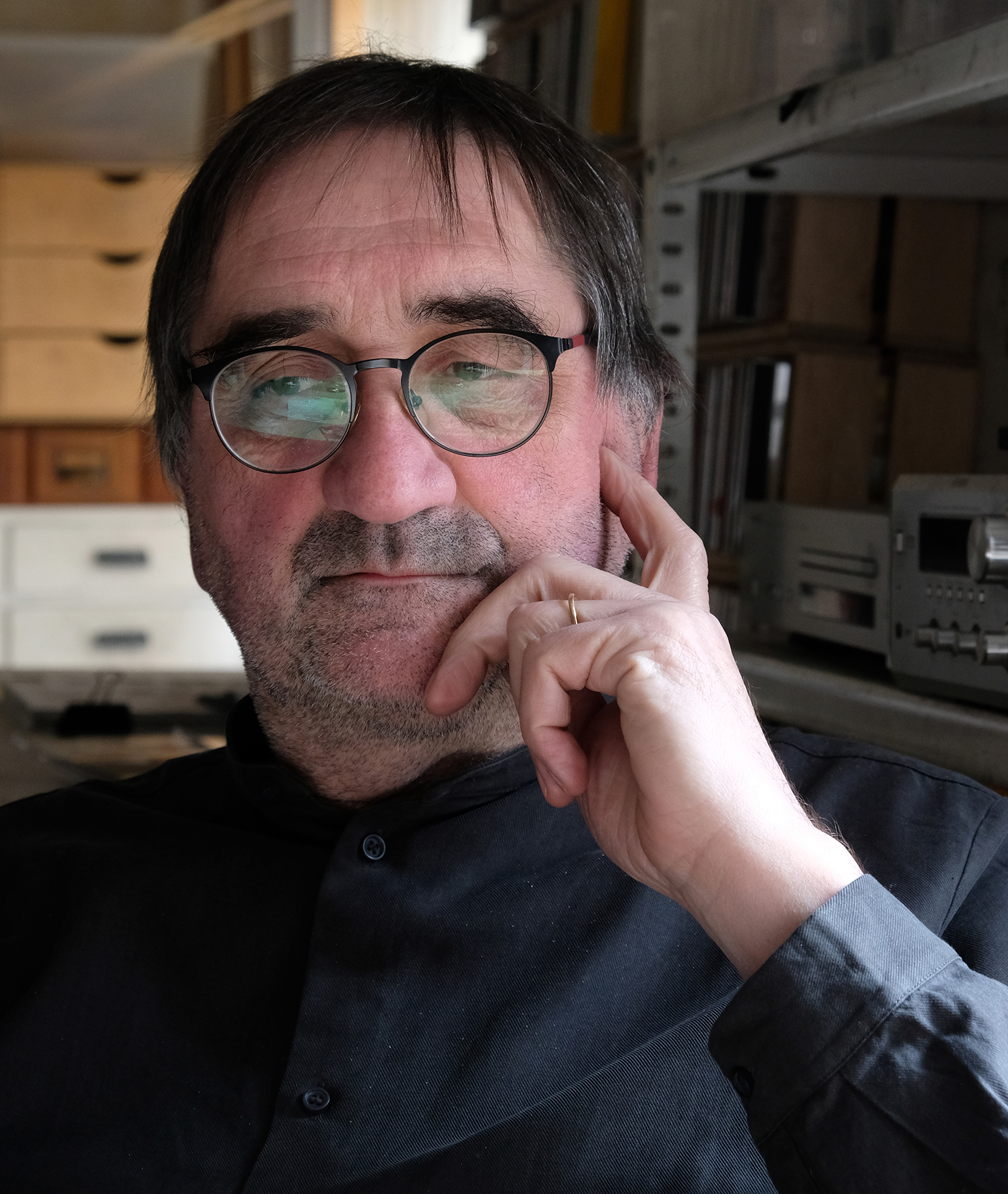
Karl-Heinz Jeiter

Karl-Heinz Jeiter (* 1953 in Aachen) ist ein deutscher Bildender Künstler, der sich vorwiegend der Zeichnung, aber auch dem Tiefdruckverfahren der Radierung widmet.

## Leben
Karl-Heinz Jeiter absolvierte nach seiner Schulzeit in Aachen von 1968 bis 1971 eine Lehre als Buchdrucker, worin sich sein Interesse an allen Arten des Drucks begründet. Von 1977 bis 1982 studierte er das Fach Design an der FH Aachen.
Von 1988 bis 1990 hatte Jeiter einen Lehrauftrag an der FH Aachen im Fachbereich Design für das Thema Zeichnen inne. Ein Jahr später wurde er als Leiter der Gestaltungswerkstatt im Ludwig Forum für Internationale Kunst in Aachen eingestellt. Als Kunstvermittler organisierte er dort über 300 Künstlerkurse mit regionalen und internationalen Künstlern zu allen Bereichen der Bildenden Kunst. Diese Funktion füllte er bis 2018 aus.
Nach seiner Pensionierung ist Jeiter als freier Mitarbeiter für den Museumsdienst Aachen für Ausstellungsführungen und Kurse im Ludwig Forum für Internationale Kunst, im städtischen Suermondt-Ludwig-Museum und im Centre Charlemagne tätig. Darüber hinaus hat er seit den achtziger Jahren Akt-, Sach- und Landschaftszeichenkurse sowie Radierkurse in der Bleiberger Fabrik, in der Volkshochschule Aachen und vor allem im Ludwig Forum für Internationale Kunst geleitet.
Jeiter ist Mitglied des Vereins der Freunde des Ludwig Forums, anfangs noch Verein der Freunde der Neuen Galerie, Sammlung Ludwig genannt, sowie seit 1986 Gründungsmitglied des Neuen Aachener Kunstvereins (NAK), sowie seit 1995 Mitglied des Bundesverbands Bildender Künstlerinnen und Künstler (BBK), Sektion Aachen/Euregio, davon circa 10 Jahre als Vorstandsmitglied, und des Vereins Kulturwerk Aachen. Vom Vorstand des BBK Aachen / Euregio wurde Jeiter 2019 zum Ehrenmitglied ernannt.
Wegen seiner zahlreichen Verbindungen in die verschiedensten Aachener Kulturorganisationen war Jeiter ein Mitorganisator der Aachener Kunstroute sowie der alle zwei Jahre stattfindenden Atelierroute des BBK Aachen/Euregio und Ansprechpartner für das Kulturdezernat der Stadt Aachen.
Jeiter erhielt im Jahr 1988 den Förderpreis der Stadt Aachen für Bildende Kunst. Er ist seit 1985 verheiratet mit der Künstlerin Kathrin Philipp-Jeiter. Das Paar hat drei Kinder.

## Werk
Karl-Heinz Jeiter widmet sich vorwiegend dem Medium der Zeichnung aber auch dem Tiefdruckverfahren der Radierung. Er vertritt eine eigenwillige Position in dem Diskurs zur Zeichnung in der gegenwärtigen Zeit. In seinen vorwiegend ungegenständlichen Arbeiten ist die Linie selbst in all ihren Ausdrucksmöglichkeiten Thema seiner Kunst.
Die einzigen Instrumente, die er zur Gestaltung der Zeichnungen auf Papier einsetzt, sind Graphit- und Farbstifte. Von kleinformatigen Bildern bis zu metergroßen an der Wand präsentierten Arbeiten reicht sein Schaffen, vom Skizzenbuch bis zum gerahmten oder auf Holz aufgezogenen Bild.
Karl-Heinz Jeiter befasst sich in seinem künstlerischen Schaffen auch mit dem Tiefdruckverfahren der Radierung. Ebenso hat er sich mit experimentellen Tiefdrucktechniken und Kombinationen beispielsweise der Kombination von Radierung und Siebdruck und mit der Collagrafie beschäftigt.
Seit 1982 stellt Karl-Heinz Jeiter seine eigenen Arbeiten im In- und Ausland in Einzel- und Gruppenausstellungen aus wie beispielsweise in Deutschland, den Niederlanden, Belgien, Frankreich, Rumänien, Italien, Spanien, Japan und Kuba.

Werksauswahl
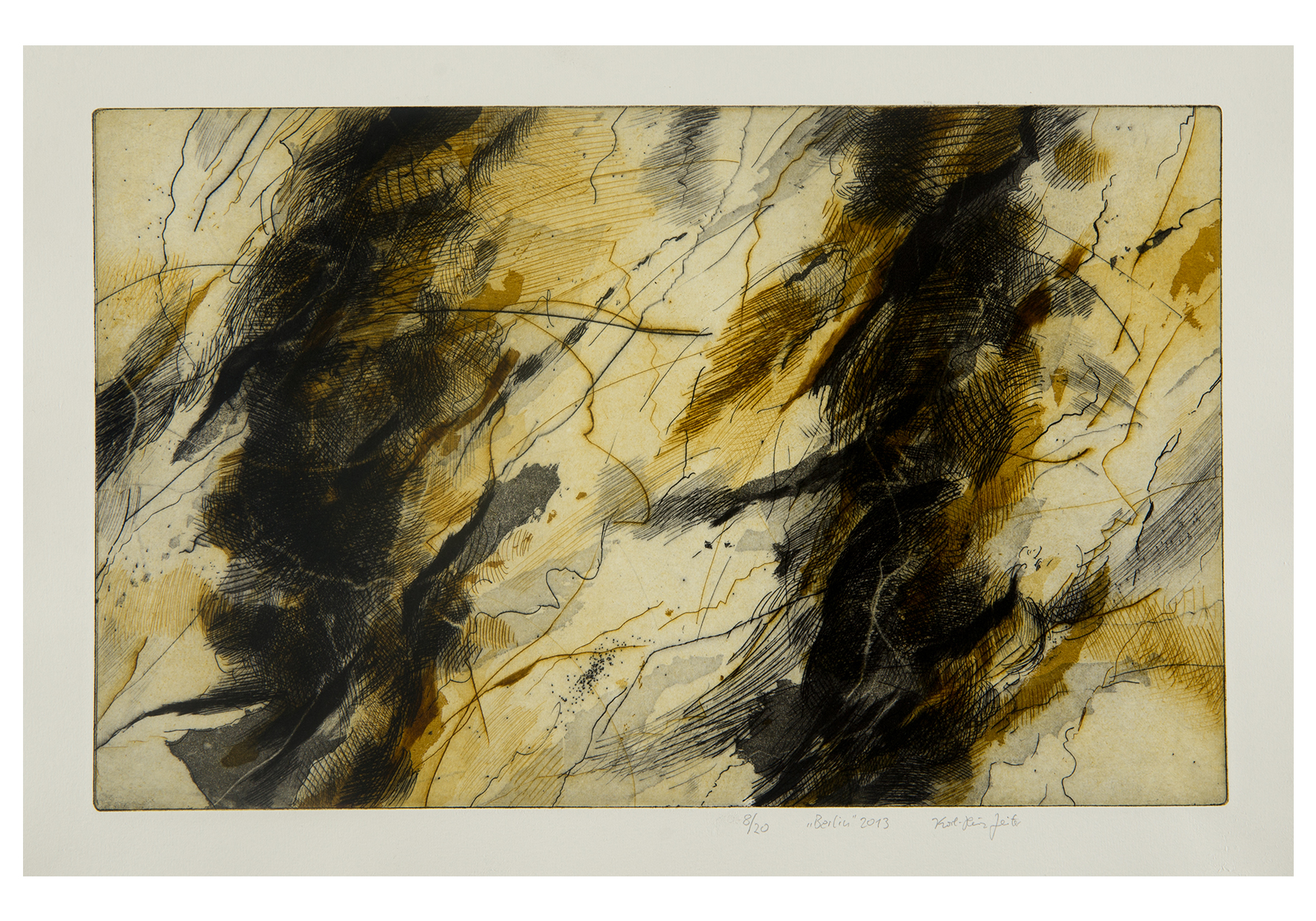
Berlin, Radierung, Ätz-, Aquatinta-, Kaltnadelradierung, zweifarbig
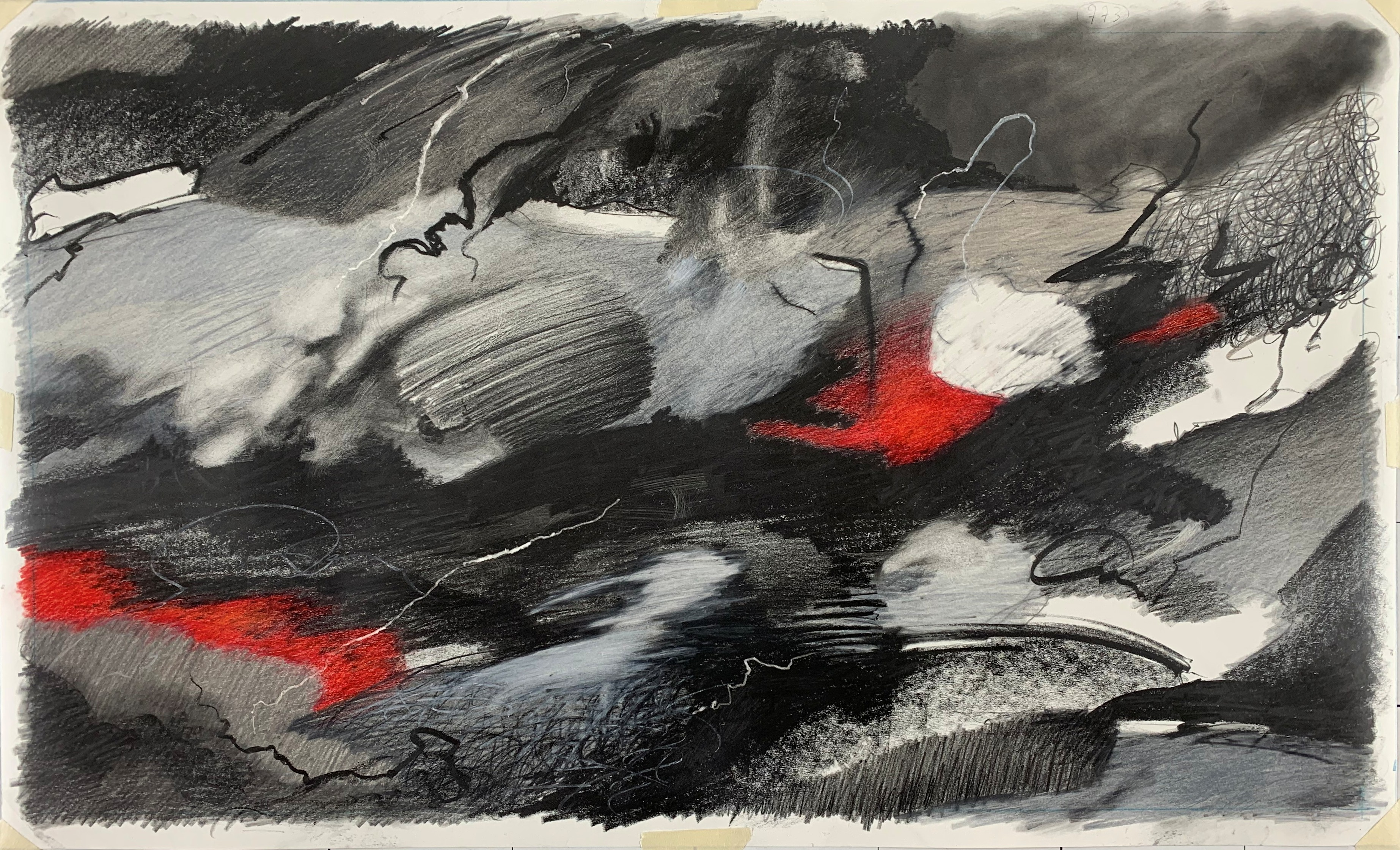
Die Farbe Rot I, Zeichnung, Bleistift und Farbstift auf Papier
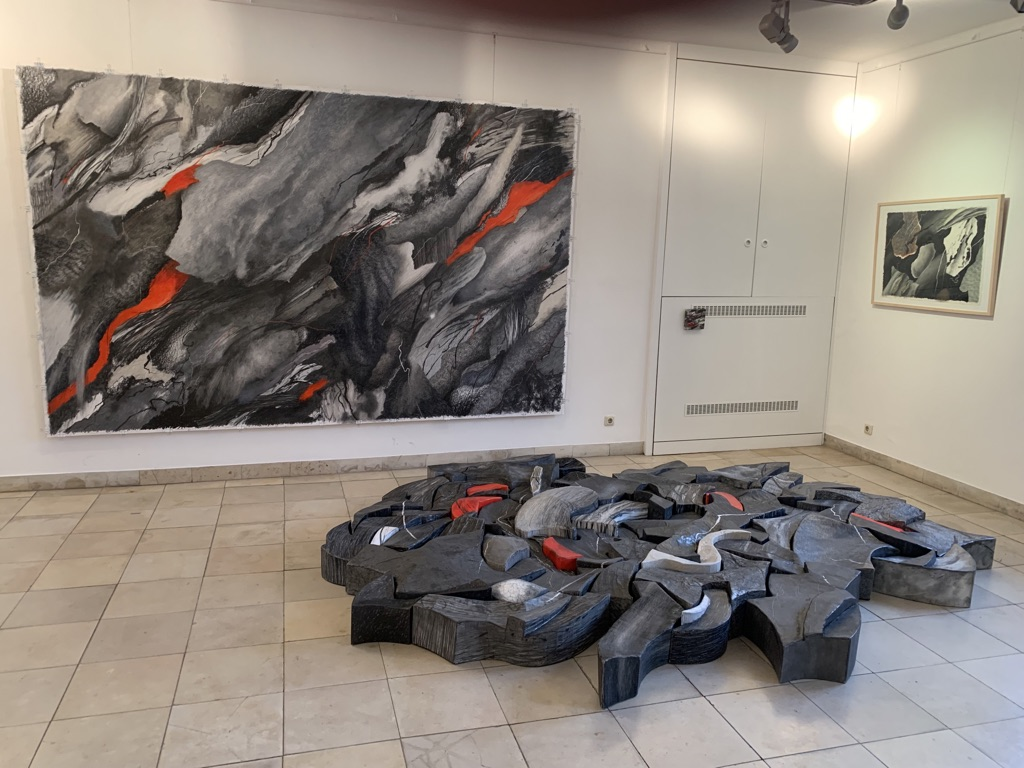
Große Zeichnung und Bodenskulptur, Bleistift und Farbstift auf Papier und Karton
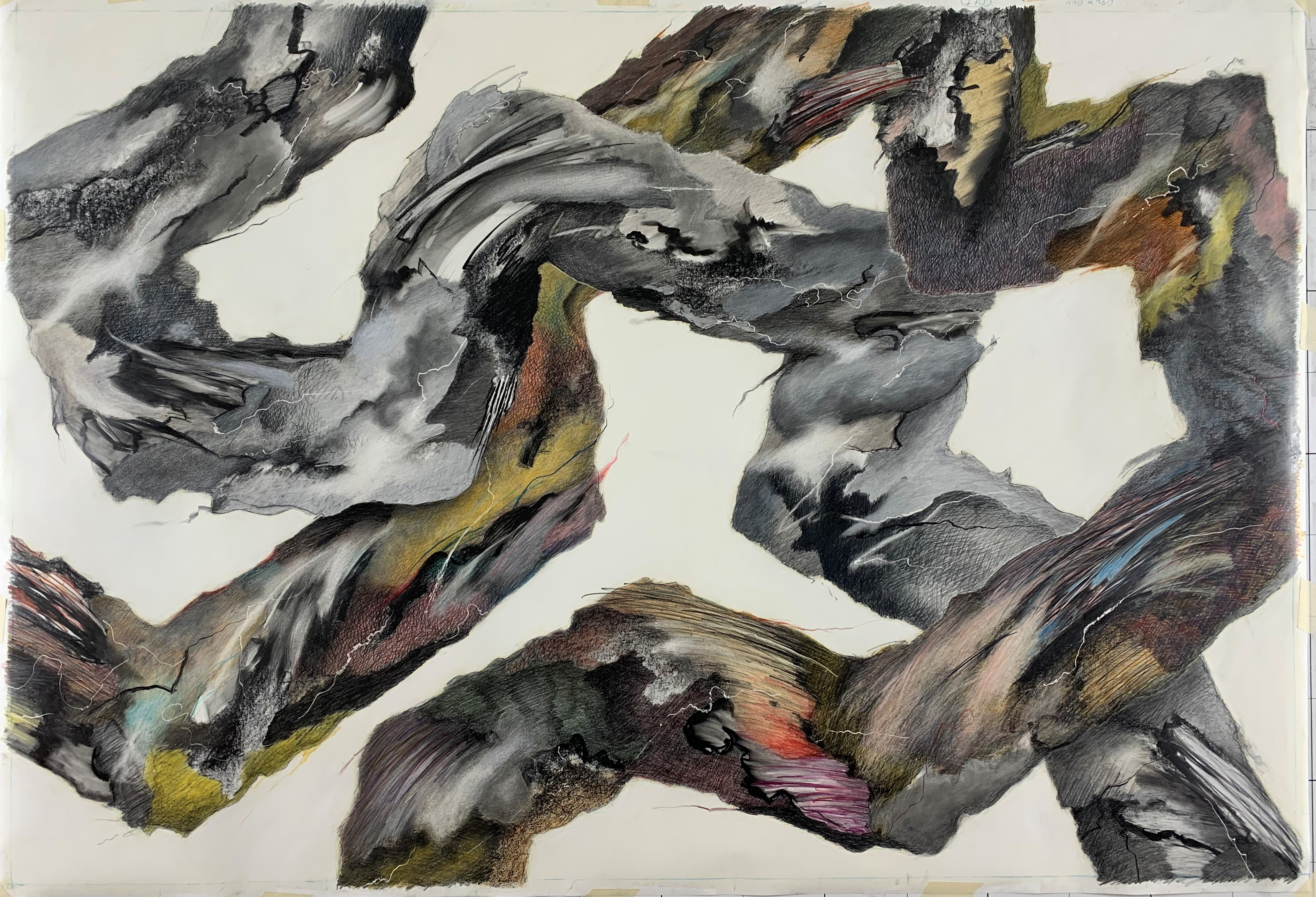
Superzeichen IV, Zeichnung, Bleistift und Farbstift auf Papier
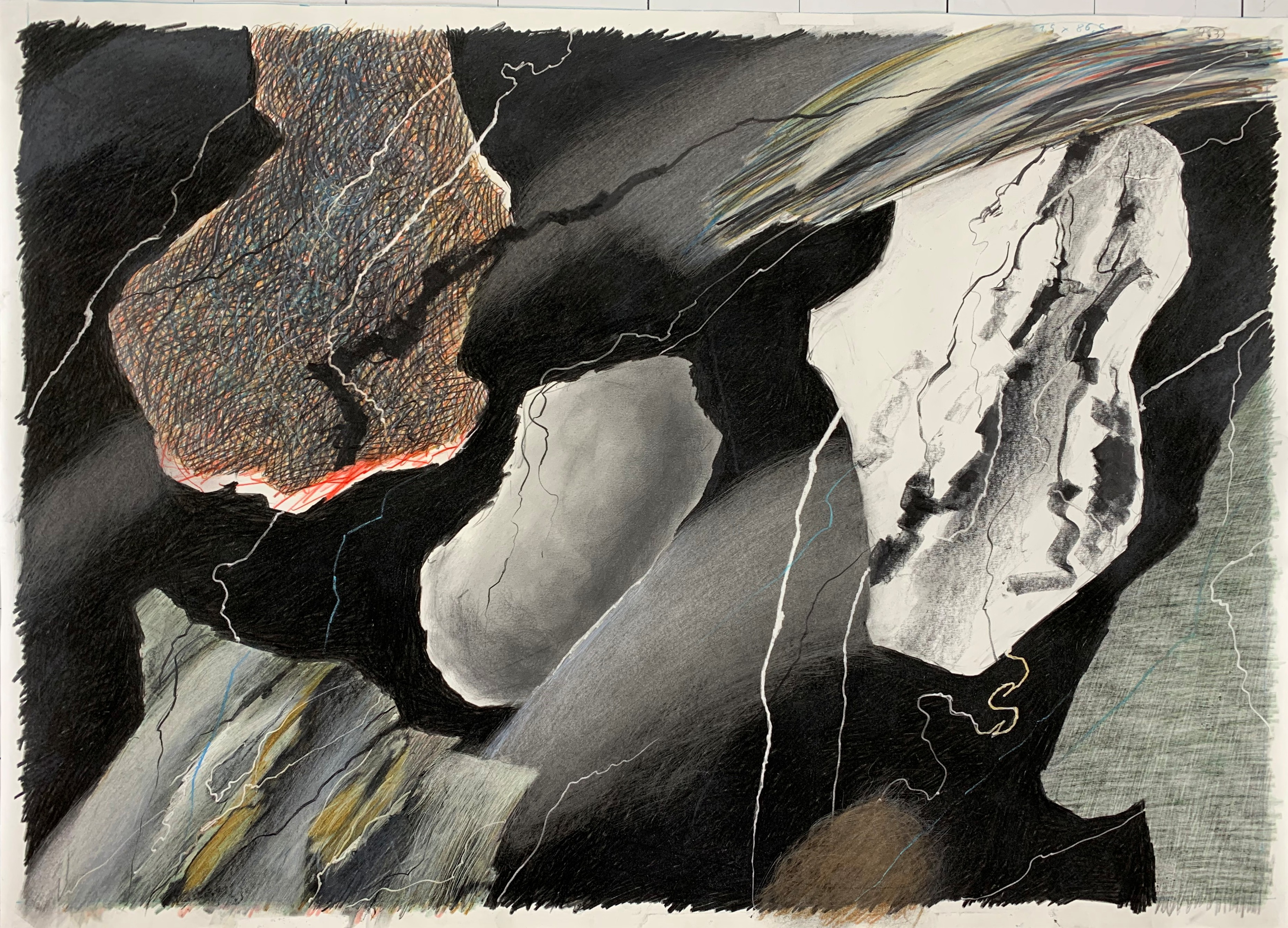
Zeichentiere, Zeichnung, Bleistift und Farbstift auf Papier

## Einzelausstellungen (Auswahl)
- 1987: Galerie der Burg Stolberg
- 1988: Atrium, Neue Galerie – Sammlung Ludwig, Aachen
- 1991: Kunstverein Region Heinsberg, Ausstellung im Museum Geilenkirchen
- 1998: Künstler Forum Schloss Zweibrüggen, Übach-Palenberg
- 2000: Galerie Clermont, Clermont, Belgien
- 2003: Kulturzentrum Templo de San Morcos, Toledo, Spanien
- 2005: Suermondt-Ludwig-Museum, Aachen[2]
- 2008: Forum für Kunst und Kultur Herzogenrath, im Eurode-Bahnhof, Herzogenrath
- 2009: Canthe Kunstverein, altes Rathaus in Ratheim, Hückelhoven[3]
- 2010: Kleppart – Räume für Textil u. Kultur, Universität Paderborn (mit Alexandra Knie), Paderborn
- 2012: Galerie Altes Küsterhaus St. Mauritius, „Das Tondo“, mit (Viorel Chirea), Meerbusch
- 2013: Europäisches Parlament, Diensträume des Parlamentspräsidenten Martin Schulz, Brüssel[4]
- 2014: AUF-Galerie, „Auf Linie“, Zeichnungen, Radierungen, Siebdrucke, Essen
- 2015: GK Kulturgut e.V., „Linien“, Zeichnungen und Radierungen, Altes Museum, Geilenkirchen[5]
- 2017: Galeria Espacio Abierto, mit Kathrin Philipp, Havanna
- 2018: Eschweiler Kunstverein, mit Antonio Nunez, Talbahnhof Eschweiler
- 2021: Gezeichnetes – Bezeichnetes, Kunstverein Jülich e. V., Hexenturm, Jülich[6]

## Gruppenausstellungen (Auswahl)
- 1982–1989: Große Kunstausstellung München, Haus der Kunst, München
- 1984–1990: Große Kunstausstellung NRW Düsseldorf, Kunstpalast Düsseldorf
- 1985 Forum Junger Kunst, Museum Bochum und Städtische Galerie Wolfsburg[7]
- 1986–1987: „Die anderen Zehn“, Neuer Aachener Kunstverein, Aachen
- 1986: „Dynamik beherrschen“, Frankfurter Kunstverein
- 1987: Wilhelm-Morgner-Preis für junge Künstler, W.-Morgner-Haus, Soest
- 1987: Kunstpreis junger westen – Handzeichnung, Kunsthalle Recklinghausen
- 1988: Jeune Peinture – 39e Salon, Grand Palais, Paris
- 1990: Sieben Aachener Künstler, Palazzo Crepadona, Belluno
- 1992: Artisti Pentura Romania, Muzeul National de Arte, Bukarest
- 1992–2004: EVBK aus Eifel und Ardennen, Prüm
- 1999: Aachen 2000 – Künstler in Aachen heute, Ludwig Forum für Internationale Kunst, Aachen
- 2002–2003: Salon d’Art, Eupen, Belgien
- 2004: Bortfeldt, Jeiter, Pohlentz, Willems in Schloss Burgau, Düren-Kreuzau
- 2005: Städtische Galerie Fujisawa, Japan
- 2007: Artibus, E. Bongs-Beer, A. Borchardt, K.-H. Jeiter, Galerie der Burg Stolberg
- 2008: Der BBK-Aachen/Euregio beim BBK-OWL, Ravensburger Spinnerei, Bielefeld
- 2010: Made in Germany, Künstler aus Deutschland, Galerie HennArt, Maastricht
- 2011: West-Südwest, 7 Künstler des BBK-Aachen/Euregio beim Künstlerbund Heilbronn, Heilbronn
- 2017: Sammlung Josef Gülpers, Forum für Kunst und Kultur, Herzogenrath
- 2018: Crossing Borders Quartier Geleen mit Kathrin Philipp, Geleen, Niederlande
- 2018: Druckfrisch, Künstlerische Drucktechniken, VHS, Bergisch Gladbach
- 2019: Lust der Täuschung, Ludwig Forum für Internationale Kunst, Aachen[8]